# Internet Explorer 2
Microsoft Internet Explorer 2 là một trình duyệt web đồ hoạ được phát hành vào 22 tháng 11 năm 1995 bởi Microsoft cho Windows 95 và Windows NT và tháng 4 1996 cho Apple Macintosh (xem IE trên Mac) và Windows 3.1. Bản 2.0 được dành cho SSL, cookies, VRML, và Internet newsgroup.
Bản 2 cũng được bao gồm vào Internet Starter Kit for Windows 95.
IE2 bắt đầu với 12 ngôn ngữ kể cả Tiếng Anh nhưng đã mở rộng ra 24 ngôn ngữ cho Windows 95, 20 ngôn ngữ cho Windows 3.1, và 9 cho Macintosh vào tháng 4 năm 1996. Nó thiếu nhiều đặc tính để trở nên thông dụng như những trình duyệt tiếp theo, bao gồm logo e màu xanh dương, integration with Windows Explorer, và các tiện ích mở rộng đi kèm. Thị phần của nó cũng thấp hơn, khoảng 3-9% vào giữa năm 1996, trước khi IE3 xuất hiện.